# Mazda 1800
O Mazda 1800 foi um automóvel de tamanho médio produzido pela Mazda, entre 1968 e 1972. Ele estava disponível como um carro de quatro lugares, tinha uma motor de 4 cilindros em linda movido a gasolina. O carro foi desenhado por Bertone.

## Galeria

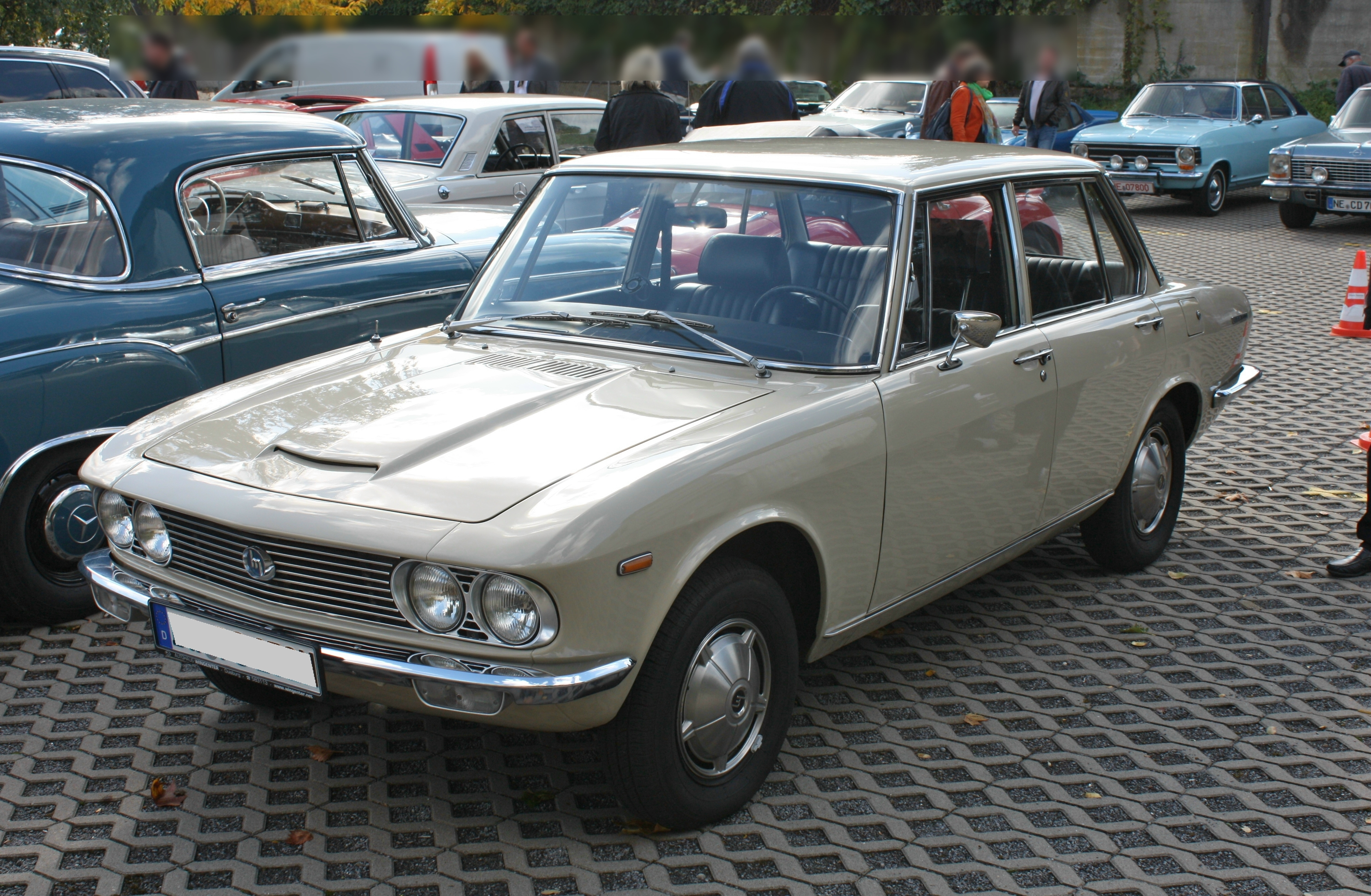
Mazda 1800 primeira geração.
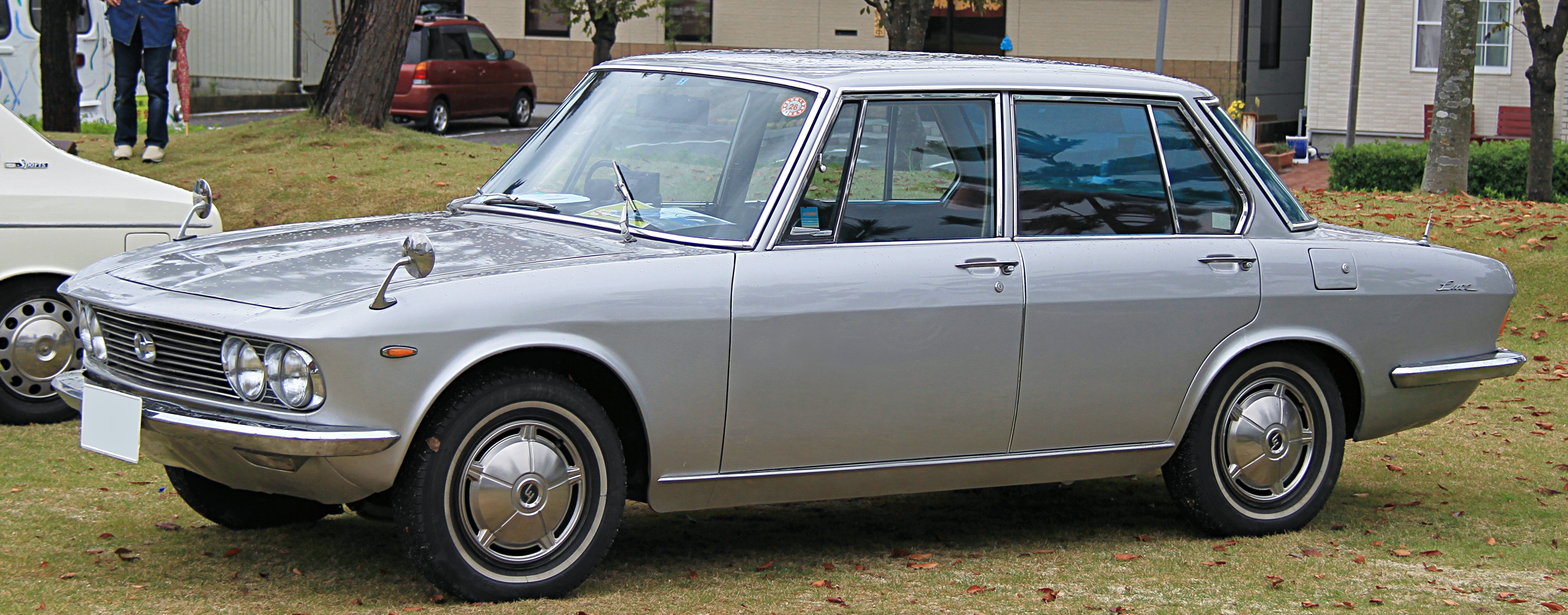
Mazda Luce primeira geração (Luce 1500/1800/R130, Mazda 1500, Mazda 1800.
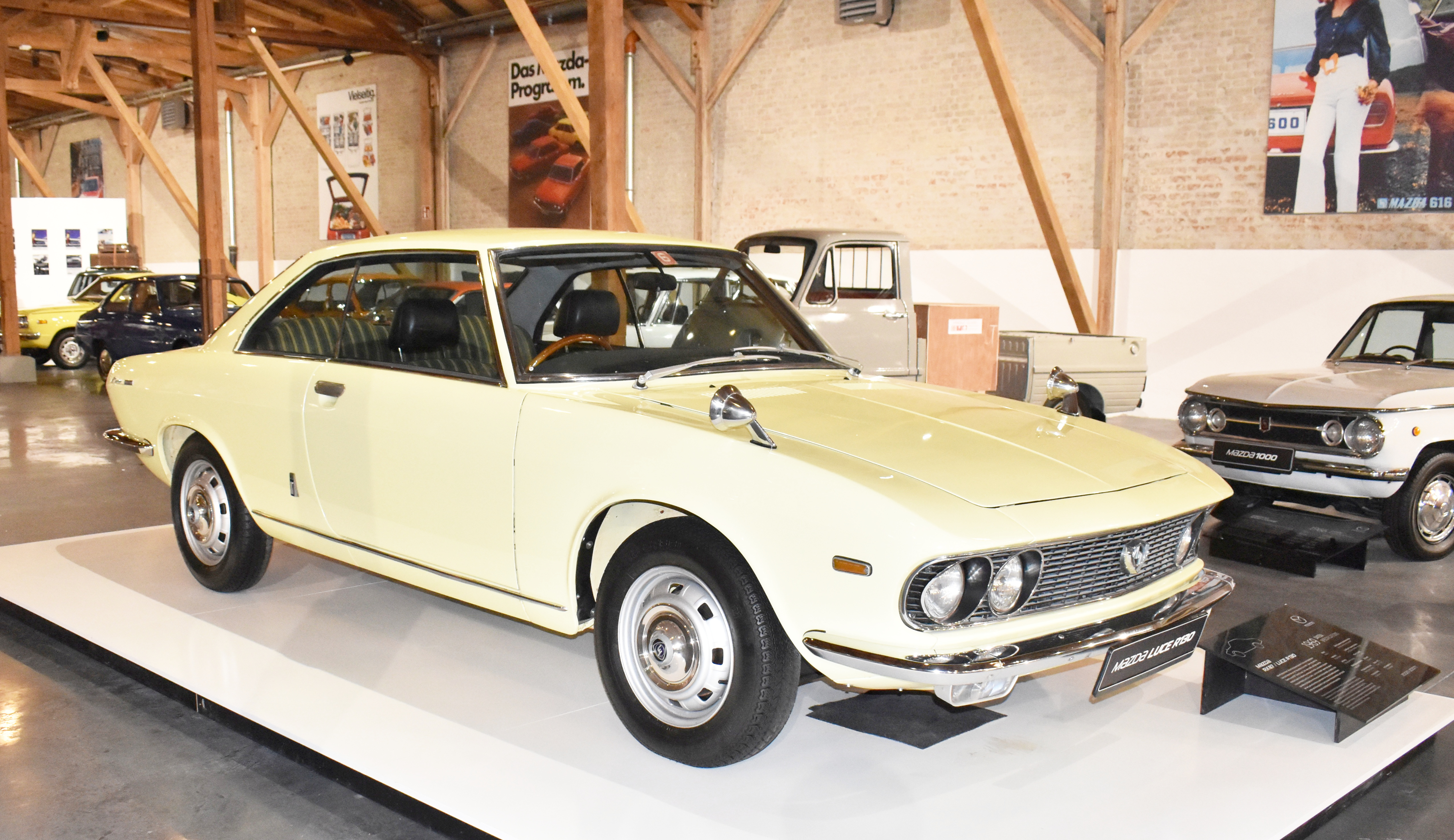
Mazda Luce R130.
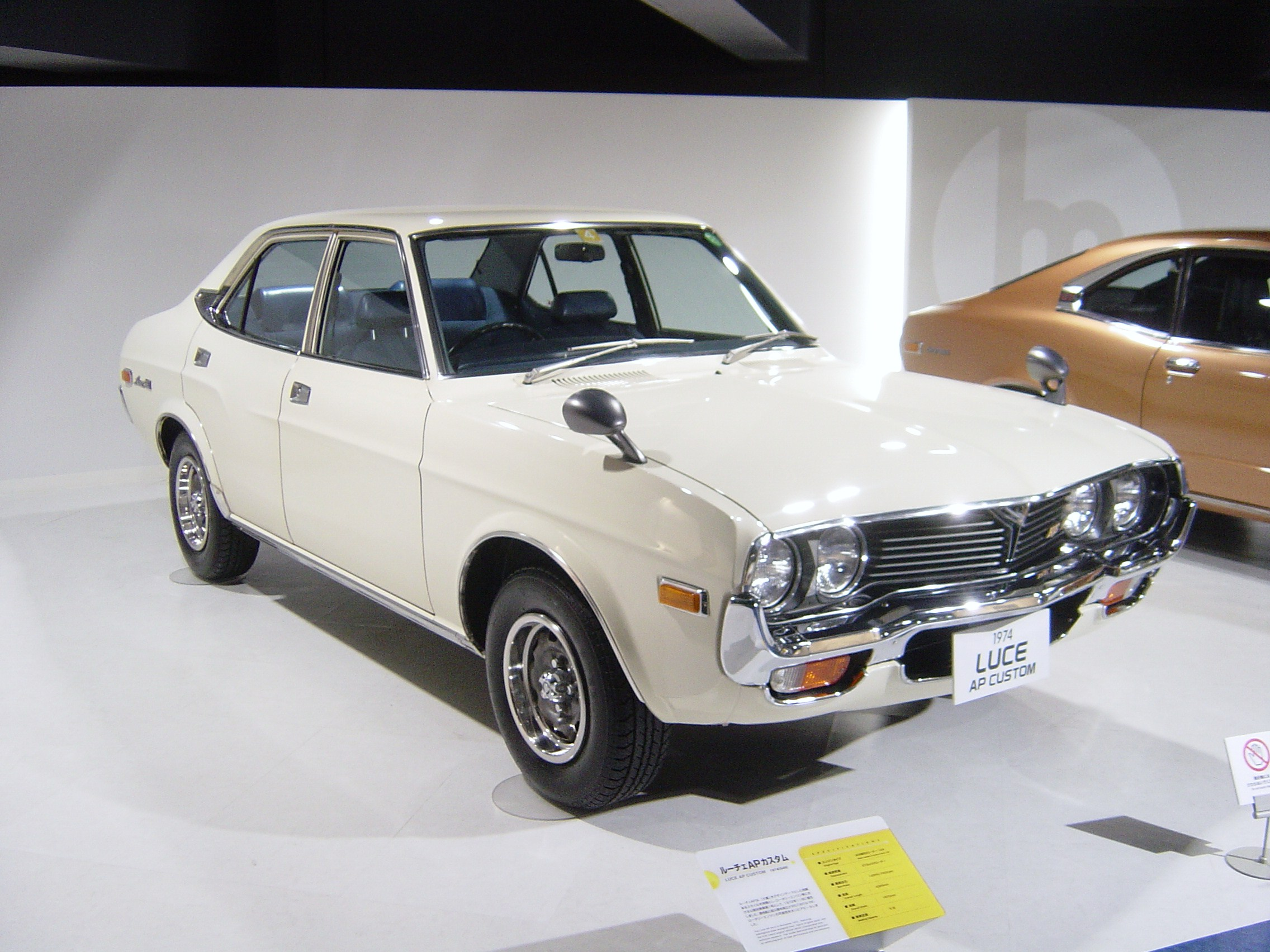
Mazda Luce segunda geração (Mazda 929, Mazda RX-4).
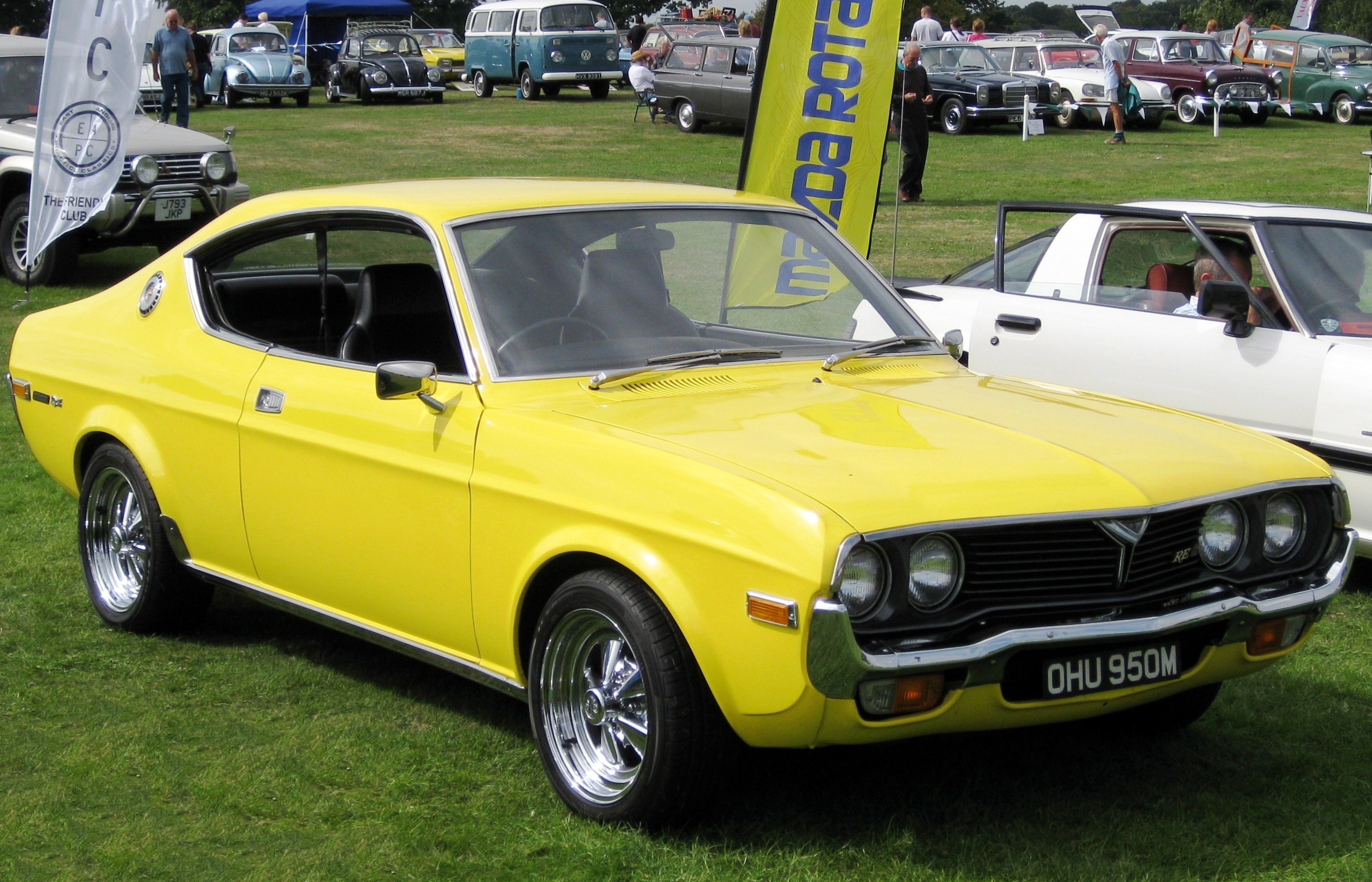
Mazda RX-4 chamado de Luce Rotary.
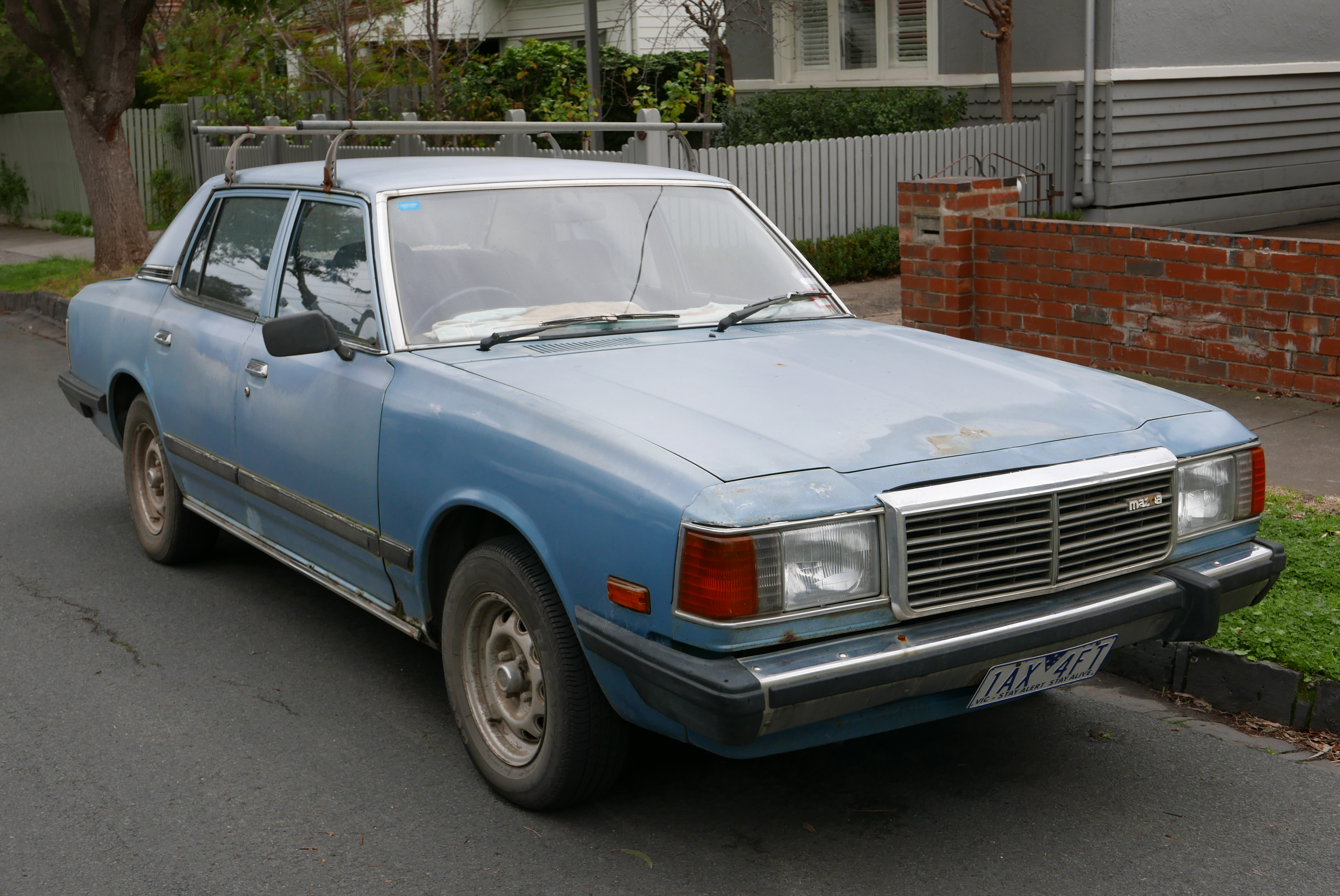
Mazda Luce Legato, Mazda 929L, Mazda 2000, Mazda RX-9.
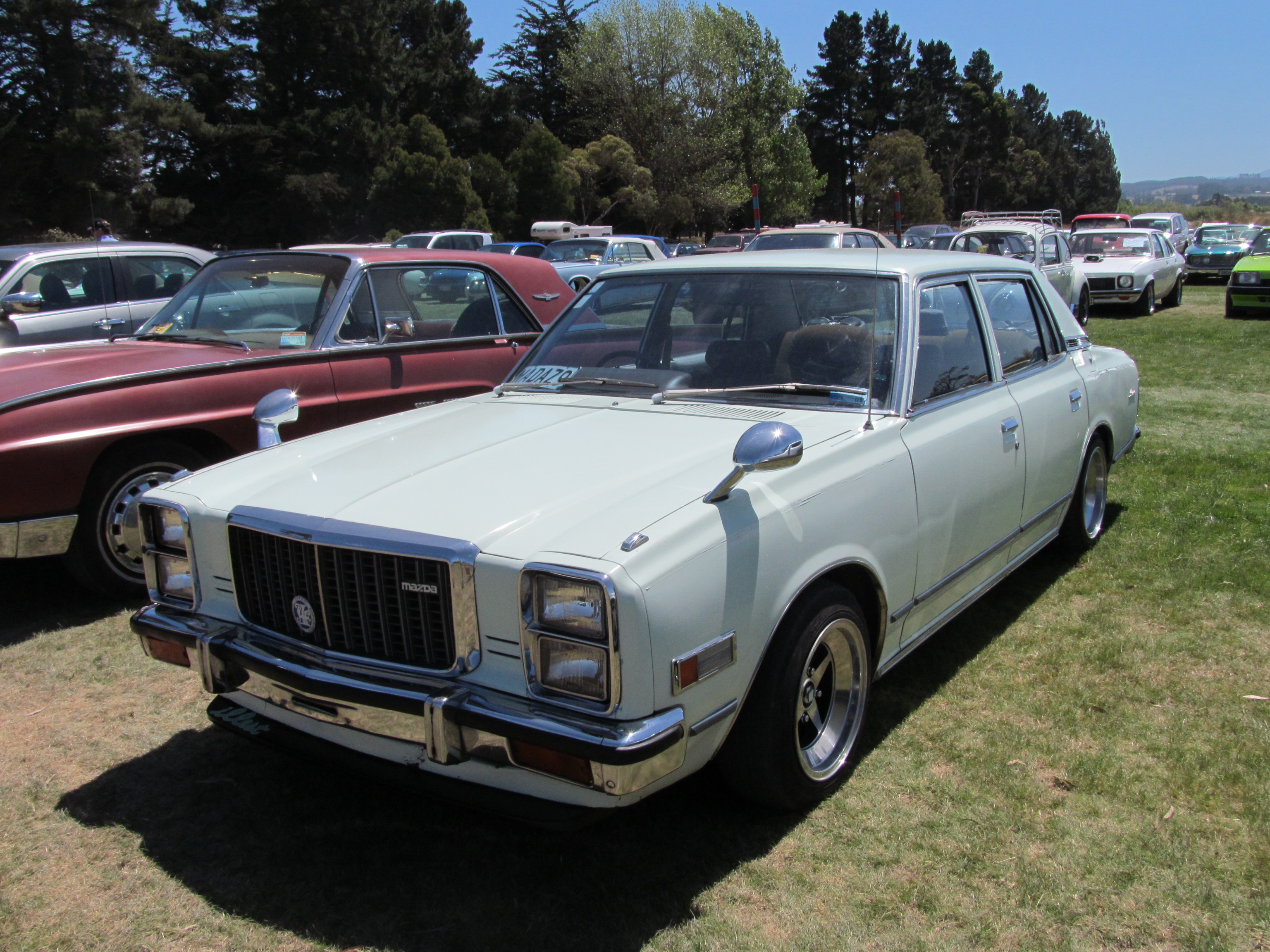
Mazda Luce Legato (pré-facelift do Mazda 929L).
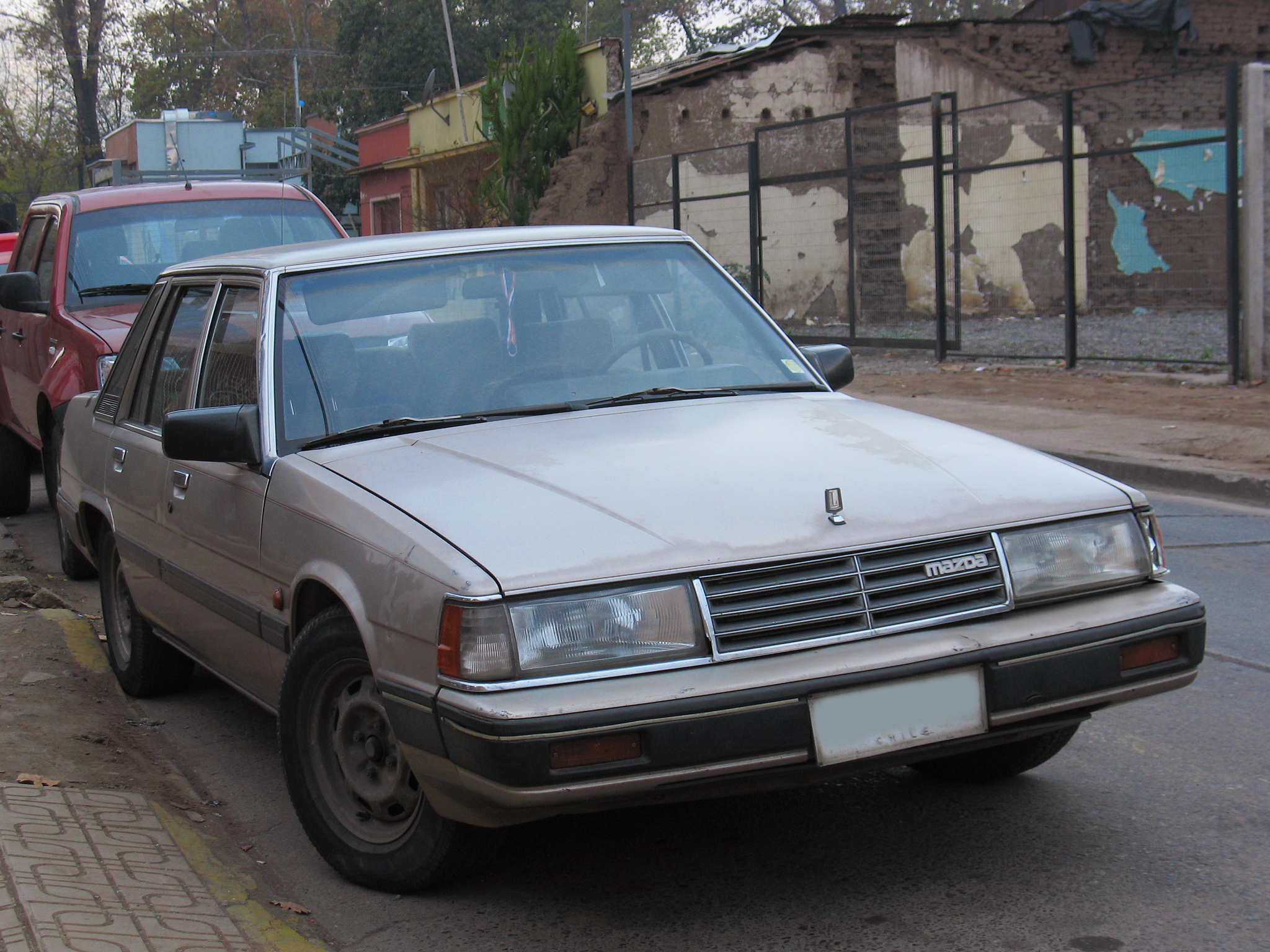
Mazda 929 (Mazda Cosmo, Mazda Luce quarta geração).
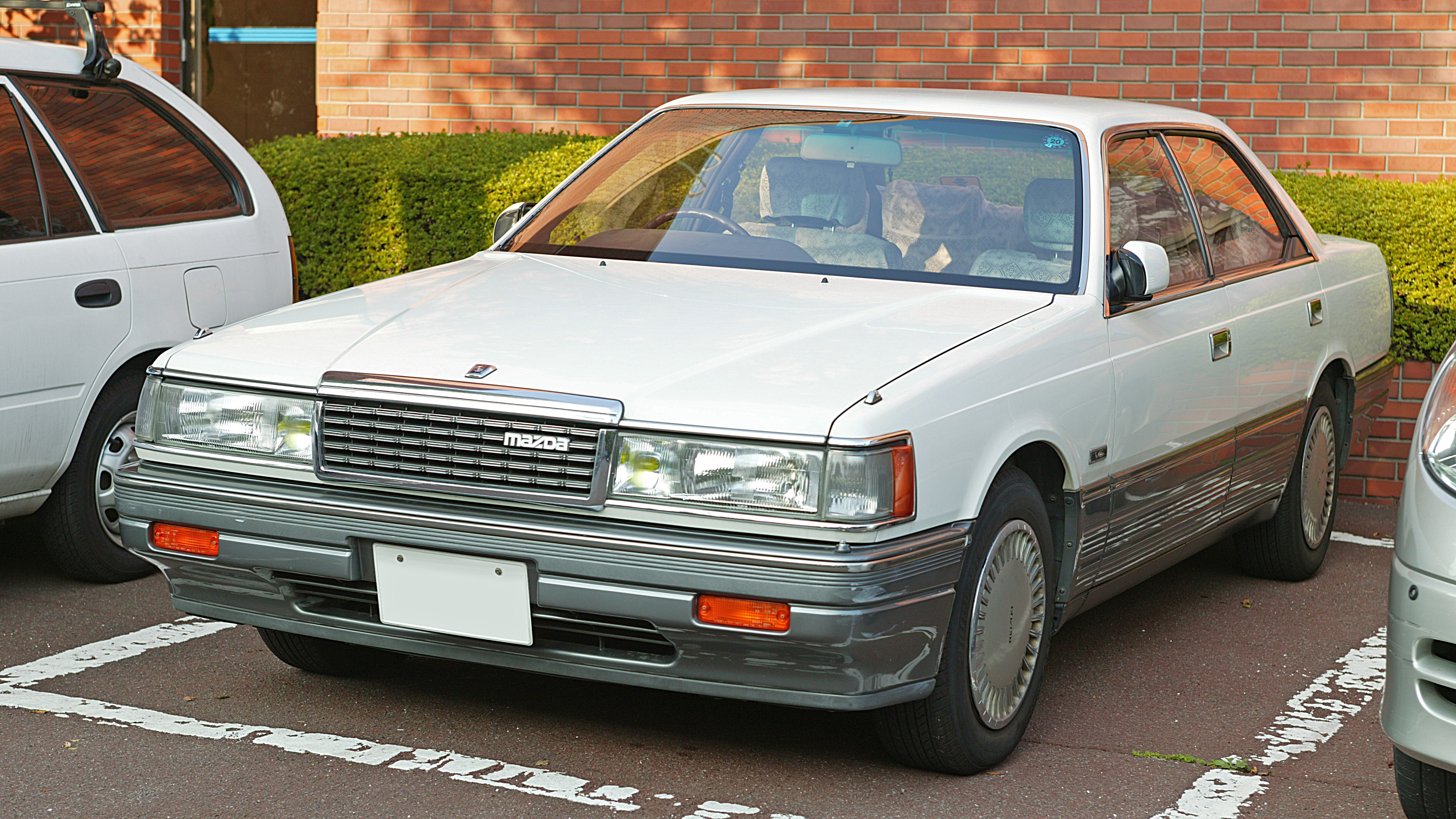
Mazda HC Luce (Mazda 929, Luce quinta geração).
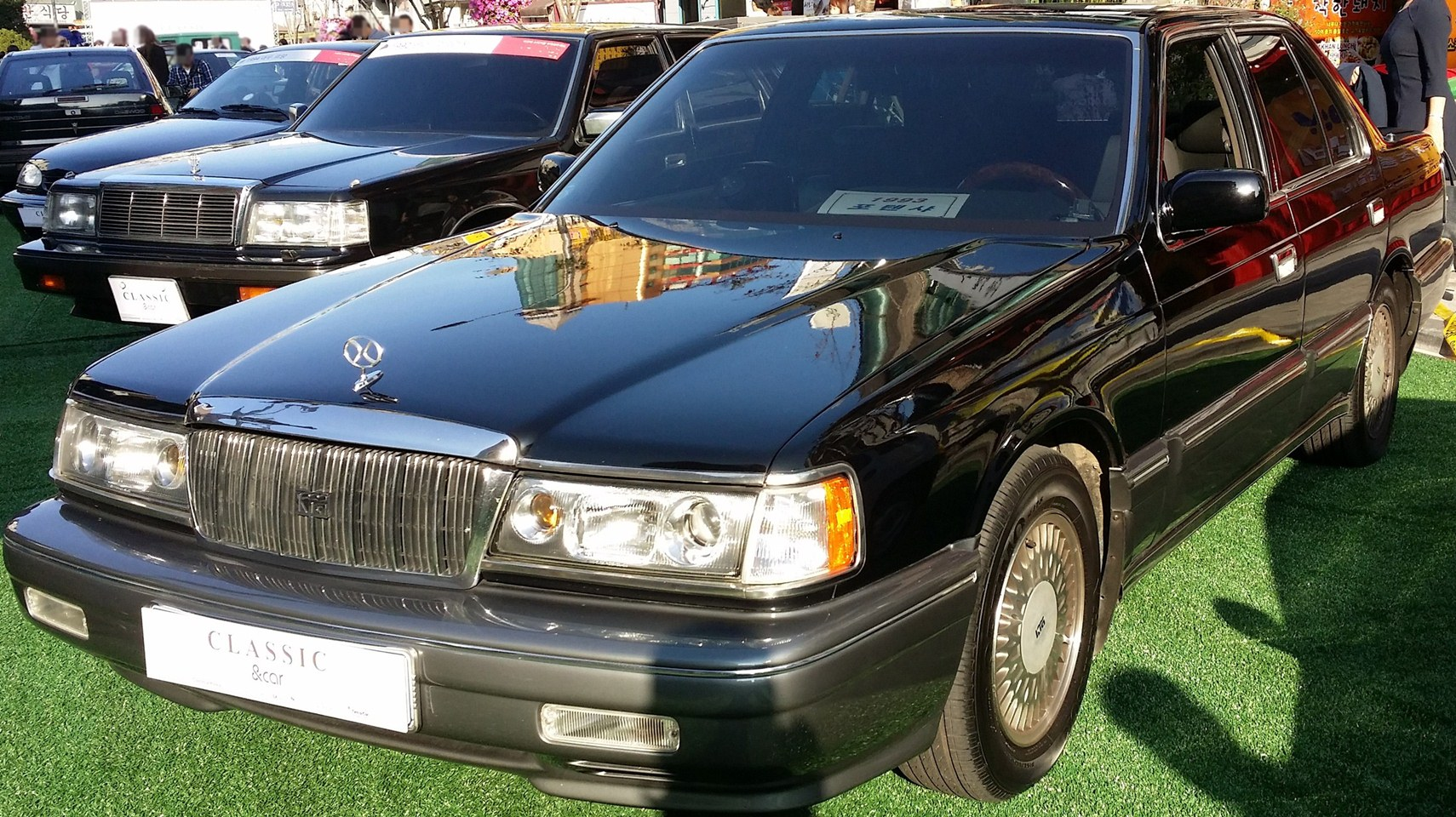
Kia Potentia.